# Шенгенская информационная система
Шенгенская информационная система (сокр. ШИС, англ. Schengen Information System, сокр. SIS) — закрытая база данных в рамках Шенгенского соглашения, в которую ранее были внесены только физические лица или предметы, которые находятся в розыске, лица, нежелательные на территории одного из государств-участников или пропавшие без вести, информации о поддельных и утерянных документах и информация, связанная с безопасностью шенгенских границ. 

## История
Римский договор от 25 марта, 1957 и соглашение, определившее экономический Союз стран Бенилюкс 3 февраля, 1958, ставило с самого начала целью — свободное перемещение людей и товаров. Страны Бенилюкса, как меньшинство, были способны быстро осуществить эту интеграцию. Для Европейского Экономического Сообщества, центром были первоначально экономические аспекты и только после того, как были подписаны соглашения Saarbrücken между Францией и Германией 13 июля, 1984, были сделаны существенные сокращения проверок людей на границах между этими двумя государствами.=
Присоединившись к трём государствам — членам Бенилюкса, эти пять стран подписали Шенгенское соглашение 14 июня, 1985 для постепенного перехода к свободному передвижению людей и товаров между ними. Хотя все и казалось простым, но на практике преподнесло множество трудностей. Цена этой свободы состояла в том, что каждое государство должно было оставить часть своей автономии и доверять своим партнёрам, чтобы выполнить меры, необходимые для её собственной безопасности.
Первоначально участниками и инициаторами Шенгенского соглашения были 5 стран: Бельгия, Германия, Люксембург, Нидерланды и  Франция. 
Для сокращения будущих внутренних проверок на границе, не нарушая безопасности государства, поскольку Европа уже столкнулась с реальной террористической угрозой, должны были быть выполнены компенсирующие меры .
Составление текста соглашения заняло пять лет. Только 19 июня 1990 года, к пяти предшествующим государствам, которые ранее подписали Шенгенское Соглашение 14 июня 1985 (SAAC), начали постепенно присоединяться Испания, Португалия, Италия, Греция, Австрия и пять стран Северного паспортного союза: Дания, Финляндия, Исландия, Норвегия и Швеция.
С момента учреждения договор подписали и присоединились к общему визовому пространству: Австрия, Венгрия, Греция, Дания, Исландия, Испания, Италия, Латвия, Литва, Лихтенштейн, Мальта, Норвегия, Польша, Португалия, Словакия, Словения, Финляндия, Чехия, Швейцария, Швеция и Эстония. На данный момент Шенгенская информационная система используется 26 странами. Следует заметить, что среди них только Исландия, Норвегия, Швейцария и Лихтенштейн не являются членами Европейского союза.
Ирландия и Великобритания, которые не подписали Шенгенское соглашение, принимают участие в Шенгенском сотрудничестве в рамках Амстердамского договора, который интегрировал Шенгенское соглашение в право Европейского союза, позволяя этим странам участвовать во всех положениях или части Шенгенского права. Ирландия и Великобритания используют ШИС для обеспечения правопорядка. При этом они не имеют доступа к данным о гражданах третьих государств, которым отказано во въезде (статья 96 Шенгенского права). Также доступ к системе без вхождения в Шенгенскую зону имеют Болгария и Румыния (с октября 2010 года), а также и Хорватия (с июня 2017 года). После перехода стран Шенгена на ШИС второго поколения Болгария и Румыния (с октября 2017 года) получили доступ и к визовому модулю новой системы.
С апреля 2013 года все страны Шенгенского соглашения полностью перешли на новую систему ШИС второго поколения, которая содержит данные обо всех гражданах третьих государств (не входящих в Шенгенское соглашение и/или ЕС), проживающих внутри стран Шенгенского соглашения, пересекавших их границы либо получавших шенгенские визы.

## Структура базы данных ШИС-1
В ШИС-1 информация хранилась в соответствии с законодательством каждой страны. В ней находилось более 15 миллионов записей, содержавших следующую информацию:
- фамилия;
- имя;
- возможные объективные и постоянные физические характеристики;
- первая буква второго имени;
- дата рождения;
- место рождения;
- пол;
- гражданство;
- любые используемые псевдонимы;
- вооружён ли данный человек;
- оказывает ли данный человек сопротивление (при задержании);
- основания для тревоги;
- действие, которое будет предпринято;
- потерянное, украденное или незаконно присвоенное огнестрельное оружие;
- потерянные, украденные или незаконно присвоенные документы идентификации;
- потерянные, украденные или незаконно присвоенные чистые документы идентификации;
- потерянные, украденные или незаконно присвоенные автомашины;
- потерянные, украденные или незаконно присвоенные банкноты.

## Шенгенская информационная система 2
Структура данных в ШИС-2 расширена и включает информацию о документах, визах, адресах, контактных данных иностранцев, их перемещениях через границы стран Шенгенского соглашения. Также внесена информация о правонарушениях всех этих лиц и их штрафах. Введение ШИС-2 позволило, например, отказаться от проставления отметок о пересечении границы в паспортах постоянно проживающих в странах Шенгенского соглашения иностранцев и снизило до минимума время, необходимое для проверки действительности видов на жительство иностранцев на границах.
Вторую техническую версию системы (ШИС II) обслуживает начавшее работу 1 декабря 2012 года  IT-агентство Европейского союза со штаб-квартирой в Таллине, Эстония.
К базе данных планируется присоединять новые государства-члены ЕС. Система могла бы быть открыта для большего количества учреждений, например гражданских властей, Европола и служб безопасности. Личные данные могли бы считываться на одном персональном устройстве-помощнике (это футуристическая точка зрения, но этот тип исполнения остаётся под ответственностью и техническими возможностями каждого государства-члена) по всей Европе, полицией и таможней во время проверок личности.
Некоторые хотели бы извлечь выгоду из этих технических изменений, чтобы превратить эту систему в систему расследования, но большее количество государств-членов хочет, чтобы эта система осталась системой полицейской проверки, оставляя Европолу основную правоохранительную роль в ЕС.
Визовый модуль ШИС-2 называется Визовая Информационная Система (ВИС-I). Срок хранения данных в этой системе составляет 5 лет.

## Шенгенская Информационная система сегодня

### Юридические аспекты и технические характеристики
С марта 1995 по 25 марта 2001 года пятнадцать государств присоединились к Шенгенской конвенции 1990 г. и сняли пограничный контроль на внутренних границах. Компенсационные меры формируют основную часть соглашения и конвенции, в том числе создание общей информационной системы в подписавшихся государствах: Шенгенской информационной системы (ШИС). Что касается полицейского сотрудничества, эта система — новатор, как технически так и юридически:
- прежде всего юридически, опознаванием юридической силы записей, переданных Шенгенскими партнёрами, с обязательством каждого Государства уважать действие, которое будет предпринято в соответствии с описанием, так же как и внедрение устройства, способного гарантировать уважение личных свобод и защиты персональных данных;

- технически — полным созданием системы обработки информации, постоянно связанной с экстремально различными, разнообразными национальными приложениями, и имея необходимость в обновлении национальных баз данных в режиме реального времени. Разделение личных данных с делегацией полномочий, что касается применения действий, может быть сделано только на основе взаимной конфиденциальности, которая основывается на прозрачности.

Для того, чтобы это осуществить, государства присоединились к шенгенскому законодательству, гарантирующему правильность, законность и своевременное обновление интегрируемых данных, а также использование этих данных только для окончательных мер, представленных уместными в рамках статей подписанного соглашения.

### Данные, хранящиеся в ШИС
Заносимые в ШИС данные касаются: лиц, находящихся в розыске, с целью их передачи правоохранительным органам или экстрадиции в страну, откуда они прибыли; иностранцев, для которых установлен запрет на въезд в страны Шенгенской зоны; пропавших без вести или объявленных в розыск людей; свидетелей, уклоняющихся от контактов с правоохранительными органами; обвиняемых; осуждённых; лиц, в отношении которых осуществляется скрытый или особый контроль.
В ШИС могут быть занесены следующие данные человека: фамилия и имя; его особые постоянные физические характеристики; первая буква второго имени; дата и место рождения; гражданство; информация о том, вооружён ли он и может ли оказать сопротивление при задержании; источник информации о данном человеке; метод, который будет применён при его задержании.
В ШИС не могут содержаться следующие данные человека: расовая принадлежность; политические взгляды; вероисповедание или другие личные данные, описывающие убеждения; информация о состоянии здоровья и сексуальной ориентации.
Человек может получить информацию, содержащуюся в ШИС и касающуюся его лично, если это не противоречит действующему законодательству.
Данные о человеке могут быть занесены в систему другой страны, на которую распространяется Шенгенская инфосистема. В этом случае ответственный сотрудник национального центрального отделения полиции должен до выдачи этих данных узнать точку зрения центрального учреждения, отвечающего за внутригосударственную часть ШИС соответствующего государства.
В любом случае отказ в выдаче данных, запрашиваемых человеком, необходимо обосновать письменно.
Остаётся добавить, что ШИС не является публичным регистром. К данным ШИС имеют доступ только уполномоченные служащие. Данные регистра можно использовать только в целях, вытекающих из Шенгенской конвенции. Максимальный срок, в течение которого данные могут сохраняться в ШИС, — десять лет. Любой человек имеет право потребовать исправить или же исключить из ШИС касающиеся его данные, если, по его мнению, они являются неправильными или же внесены в регистр незаконно.